# Trybuna Ludu
Trybuna Ludu (рус. «Трибуна люду» (пол. Trybuna Ludu, с пол. — ««Трибуна народа»») — печатный орган ЦК Польской объединённой рабочей партии, одна из крупнейших газет Польской народной республики. Была образована в результате слияния газет «Роботник» (пол. Robotnik) Польской социалистической партии и «Глос люду» (пол. Głos Ludu) Польской рабочей партии при объединении этих партий в ПОРП. В период демократических преобразований в Польше стала называться «Трибуна конгресова» (пол. Trybuna Kongresowa). Была официально закрыта после самороспуска ПОРП. Неформально правопреемницей считается газета польских левых сил Trybuna.

## Главные редакторы
- Леон Касман — 1948—1953
- Владислав Матвин — 1953—1957 (с коротким перерывом в 1956, а в то время: Роман Верфель, Ежи Моравски, В. Титков)
- Леон Касман — 1957—1967
- Станислав Мойковский— 1967—1972
- Юзеф Барецкий — 1972—1980
- Веслав Бек — 1980—1985
- Ежи Майка — 1985—1990